# Lleó IV d'Armènia
Lleó IV o Levond IV (armeni: Լեիոն Գ) (1289-1307) fou rei del Regne Armeni de Cilícia, fill de Toros III, i va succeir al seu oncle Hethum II quan va abdicar el 1301. La seva mare fou Margarita de Lusignan, filla del rei Hug III de Xipre i va pertànyer a la dinastia hethumiana.
Es va casar amb la seva cosina Agnès Maria de Lusignan, fila d'Isabel d'Armènia (germana de Toros III) i d'Amalric II de Lusignan, governador de Xipre
El seu oncle va decidir abdicar el 1301 (René Grousset dona aquesta data, altres fonts donen 1303) en favor seu per retirar-se a un monestir. Tot i que estava alguns períodes al monestir perquè era molt pietós, sortia sovint per dirigir al país del que va exercir la regència (Lleó IV tenia entre 12 i 14 anys).
El 1305 amb 16 anys, Lleó va acompanyar al seu oncle i guardià a la guerra contra els mamelucs als que van derrotar a la regió de Bagras.
L'agost de 1307 i per un afer religiós, Hethum II i Lleó IV foren executats quan visitaven a l'emir mongol Bilarghu a Anazarbe.
En ser coneguda la seva mort fou proclamat un oncle seu (el sisè en l'ordre de naixement, el que voldria dir que el cinquè, Narses, ja havia mort) Oshin.
| Precedit per: Hethum II | Regne Armeni de Cilícia 1301-1307 | Succeït per: Oshin |